# Трашинский, Николай Сергеевич
Николай Сергеевич Трашинский — советский хозяйственный деятель, Герой Социалистического Труда.

## Биография
Место рождения: Казахская ССР, Джамбулская обл., Чуйский р-н, с/з Новый путь. Член КПСС.
Участник Великой Отечественной войны. Награждён орденом Отечественной войны I степени (06.04.1985).
В 1946—1979 гг. — бригадир полеводческой бригады колхоза «Новый путь» Чуйского района Джамбулской области.
Указом Президиума Верховного Совета СССР от 10 декабря 1973 года присвоено звание Героя Социалистического Труда с вручением ордена Ленина и золотой медали «Серп и Молот».
Умер в Джамбульской области после 1985 года.